# DDR-Mannschaftsmeisterschaft im Schach 1969
Bei der DDR-Mannschaftsmeisterschaft im Schach 1969 holte Buna Halle nach fünf Jahren wieder den Titel des DDR-Mannschaftsmeisters.
Gespielt wurde ein Rundenturnier, wobei jede Mannschaft gegen jede andere jeweils acht Mannschaftskämpfe an acht Brettern austrug, dem sogenannten Scheveninger System. Insgesamt waren es 48 Mannschaftskämpfe, also 384 Partien. Bei jeder Mannschaft musste mindestens ein Junior (bis 20 Jahre) mitspielen.
Zwischen dem 11. und 19. April wurden zentral die letzten Runden in Berlin ausgetragen. Nach einem kräftigen Endspurt wurden die Hallenser nach fünf Jahren wieder Mannschaftsmeister der DDR. Für den neuen Meister holten Burkhard Malich (17 aus 24), Heinz Liebert (16 aus 24) und Lutz Espig (17 aus 24) die meisten Punkte.

## DDR-Mannschaftsmeisterschaft 1969

### Kreuztabelle der Sonderliga (Rangliste)
|   | Verein       | 1    | 2    | 3    | 4    | Punkte |
| - | ------------ | ---- | ---- | ---- | ---- | ------ |
| 1 | Buna Halle   |      | 31,5 | 39,5 | 41,5 | 112,5  |
| 2 | SG Leipzig   | 32,5 |      | 36,0 | 41,5 | 110,0  |
| 3 | DAW Berlin   | 24,5 | 28,0 |      | 39,5 | 092,0  |
| 4 | Post Dresden | 22,5 | 22,5 | 24,5 |      | 069,5  |

### Die Meistermannschaft
| 1.            | Buna Halle |
| Schachfiguren | Burkhard Malich, Heinz Liebert, Günther Möhring, Jürgen Mädler, Siegfried Mühlberg, Anton Csulits, Joachim Jacobs, Lutz Espig, Lutz Wehnert, Ernst Bönsch, Olaf Sonntag |

### Oberliga
| Platz | Verein               | Punkte |
| ----- | -------------------- | ------ |
| 01    | SG Leipzig II        | 92,5   |
| 02    | DAW Berlin II        | 91,0   |
| 03    | Lok Leipzig Mitte    | 80,0   |
| 04    | Post Dresden II      | 76,5   |
| 05    | Motor SO Magdeburg   | 76,0   |
| 06    | Wissenschaft Potsdam | 68,5   |
| 07    | Lok Dresden          | 67,0   |
| 08    | Chemie Lützkendorf   | 65,5   |
| 09    | Chemie Piesteritz    | 59,5   |
| 10    | Lok Greifswald       | 43,5   |

### DDR-Liga
In der Nordstaffel zog Aufbau Börde Magdeburg vorzeitig zurück und wurde gestrichen.
| Platz | Verein                 | Punkte |
| ----- | ---------------------- | ------ |
| 1     | Buna Halle II          | 81,5   |
| 2     | Lok Rostock            | 72,5   |
| 3     | Lok Pankow             | 71,5   |
| 4     | Lok Brandenburg        | 66,0   |
| 5     | Chemie Magdeburg       | 61,5   |
| 6     | Einheit Friesen Berlin | 61,0   |
| 7     | Rotation Berlin        | 56,5   |
| 8     | Rotation Schwedt       | 53,0   |
| 9     | HSG TH Magdeburg       | 52,5   |

| Platz | Verein                    | Punkte |
| ----- | ------------------------- | ------ |
| 01    | Motor IFA Karl-Marx-Stadt | 88,5   |
| 02    | Lok Karl-Marx-Stadt       | 81,0   |
| 03    | EVB Erfurt                | 79,0   |
| 04    | Motor Gohlis Nord Leipzig | 77,0   |
| 05    | TH Chemie Merseburg       | 76,0   |
| 06    | Lok Gera                  | 73,5   |
| 07    | Chemie Schwarzheide       | 72,5   |
| 08    | Aktivist Oelsnitz         | 68,5   |
| 09    | Motor Görlitz             | 61,5   |
| 10    | Aufbau Dresden Mitte      | 40,5   |

### Aufstiegsspiele zur DDR-Liga
| Platz | Verein                 | Punkte |
| ----- | ---------------------- | ------ |
| 1     | Motor SO Magdeburg II  | 31,0   |
| 2     | Veritas Wittenberge    | 24,0   |
| 3     | Medizin Neubrandenburg | 20,5   |
| 4     | Motor Rostock          | 20,5   |

| Platz | Verein                  | Punkte |
| ----- | ----------------------- | ------ |
| 1     | Vorwärts Strausberg     | 28,5   |
| 2     | Chemie Köpenick         | 24,0   |
| 3     | Wissenschaft Potsdam II | 24,0   |
| 4     | Fortschritt Nord Forst  | 19,5   |

| Platz | Verein                | Punkte |
| ----- | --------------------- | ------ |
| 1     | Lok Greiz             | 29,0   |
| 2     | Einheit Bad Salzungen | 27,5   |
| 3     | Chemie Lützkendorf II | 23,0   |
| 4     | Lok Erfurt            | 16,5   |

| Platz | Verein                       | Punkte |
| ----- | ---------------------------- | ------ |
| 1     | Motor IFA Karl-Marx-Stadt II | 29,5   |
| 2     | Lok Meißen                   | 26,5   |
| 3     | Lok Mitte Leipzig II         | 25,5   |
| 4     | Einheit Pädagogik Halle      | 14,5   |

## DDR-Mannschaftsmeisterschaft der Frauen 1969

### Oberliga
| Platz | Verein               | Punkte |
| ----- | -------------------- | ------ |
| 1     | Lok Dresden          | 58,0   |
| 2     | Buna Halle           | 51,0   |
| 3     | Wissenschaft Leipzig | 43,5   |
| 4     | Wismut Aue           | 42,5   |
| 5     | Lok Erfurt           | 41,0   |
| 6     | Motor Weimar         | 40,5   |
| 7     | DAW Berlin           | 39,0   |
| 8     | Einheit Schwerin     | 20,5   |

### DDR-Liga
In der Nordstaffel zogen Chemie Magdeburg und DAW Berlin II die Mannschaften frühzeitig zurück und wurden gestrichen. Im weiteren Verlauf wurden von dieser Staffel keine Ergebnisse mehr vermeldet. Zur Staffel gehörten nach den beiden Rückzügen noch TSG Gröditz, Wissenschaft Leipzig II, Aufbau Börde Magdeburg und Chemie Leuna.
Staffel Süd
| Platz | Verein              | Punkte |
| ----- | ------------------- | ------ |
| 1     | Buna Halle III      | 41,5   |
| 2     | Lok Karl-Marx-Stadt | 30,5   |
| 3     | Buna Halle II       | 28,5   |
| 4     | Lok Greiz           | 12,5   |
| 5     | Eintracht Seiffen   | 07,0   |

## Jugendmeisterschaften
| Altersklasse | männlich   | weiblich   |
| ------------ | ---------- | ---------- |
| Schüler      | SG Leipzig | Buna Halle |
| Jugend       | Lok Halle  | Buna Halle |